# Jussi Saramo
Jussi Antero Saramo (né le 9 juillet 1979 à Porvoon maalaiskunta) est un homme politique finlandais qui siège au Parlement finlandais pour l'Alliance de gauche dans la circonscription d'Uusimaa. Il est élu lors des élections parlementaires finlandaises de 2019 et est ministre de l'Éducation pendant que la chef du parti, Li Andersson, est en congé de maternité. Avant son élection au Parlement, Saramo siège au conseil d'administration de plusieurs organisations finlandaises, dont Veikkaus et Keva.